# Ligne 117 (Infrabel)
Pour les articles homonymes, voir Ligne 117.
La ligne 117, de Braine-le-Comte à Luttre, est une ligne ferroviaire belge du réseau Infrabel.

## Historique
- En 1835, les Chemins de fer de l'État belge inaugurent la ligne Bruxelles - Malines, premier tronçon d'un premier réseau en étoile conçu pour rayonner autour de Malines.

- En 1840-1841, la branche sud-ouest est prolongée vers la France via Halle, Braine-le-Comte, Mons et Quiévrain. Reprise sous le vocable de « ligne du Midi » elle correspond aux actuelles lignes 96 et 97.
- Le premier projet de ligne vers Charleroi et Namur prévoyait de se débrancher de la ligne du Midi entre Lembeek et Tubize, de longer le canal Charleroi-Bruxelles puis d'emprunter la vallée de la Thisnes pour effectuer un large crochet par Nivelles, rejoindre le canal près de Luttre et continuer d'une part vers Charleroi avec une gare en impasse et de l'autre vers Namur via Viesville et Gosselies[2] ;
- Abandonné avant 1839, ce projet est remplacé par une seconde version partant de Braine-le-Comte et passant par Feluy et Petit-Roeulx[2]. Peu après, le tracé sera altéré une troisième fois passant par Marche-lez-Écaussinnes, Manage et Godarville et dont la gare de Charleroi se situe en rive droite de la Sambre, d'où se prolonge la ligne vers Namur ;
- le 23 octobre 1843, mise en service de Braine-le-Comte à Luttre par l'administration des chemins de fer de l'État Belge[3].
- En 1843, cet embranchement sera prolongé vers la gare de Charleroi-Sud et Namur. Il s'agit des actuelles lignes 117, 124 (portion sud) et 130. Pendant 30 ans, ce trajet, peu direct, sera le seul entre Bruxelles et Charleroi. Namur devra attendre 1856 et la construction de la ligne du Luxembourg.
- Tout comme le Canal Bruxelles-Charleroi, cette ligne évite le plateau de Hesbaye et du Brabant et, tout comme l'ancien tracé du canal, la ligne comporte un tunnel à Godarville qui resta à voie unique et nécessitait la présence d'un pilote en plus des conducteurs[4].
- Dans les années 1870, la construction d'une ligne directe entre Bruxelles et Luttre ainsi que la nationalisation de la ligne du Luxembourg entraînèrent la fin du transit par la ligne 117 des trains Bruxelles - Charleroi et Bruxelles - Namur.
- En vue de l'électrification de la ligne, le tunnel de Godarville fut remplacé par une tranchée vers 1974, éliminant ainsi un point noir à voie unique.
- le 22 mai 1979 eut lieu l'électrification de la ligne[3]. Plusieurs gares furent démolies ou remplacées (Manage et Écaussinnes)

## Infrastructure Infrabel

### Gares en service
Liste des gares ouvertes de la ligne avec leur point kilométrique : Braine-le-Comte (0,000), Écaussinnes (5,800), Marche-lez-Écaussinnes (8,100), Familleureux (12,700), Manage (14,100), Godarville (18,600), Gouy-lez-Piéton (21,500), Pont-à-Celles (25,100) et Luttre (26,800).